# Atena Farghadani
Atena Farghadani –en persa: آتنا فرقدانی– (Teheran, 29 de gener de 1987) és una pintora iraniana, activista dels drets dels xiquets i presa política a l'Iran. Amnistia Internacional la considera una "presa d'opinió".

## Detenció i empresonament
Atena Farghadani va ser detinguda el 23 d'agost de 2014 per dibuixar una caricatura que criticava els membres de l'Assemblea Consultiva Islàmica, que estudiaven un projecte de llei que pretén penalitzar l'esterilització voluntària, com a part d'un pla més ampli per restringir l'accés a la planificació familiar. El dibuix que va provocar la seua detenció representa uns diputats, amb cossos d'animals, procedint a votar una llei que va contra els drets de les dones, ja que restringeix l'ús d'anticonceptius i criminalitza l'esterilització voluntària.
Farghadani va ser condemnada a 12 anys i nou mesos de presó per càrrecs de “reunió i connivència contra la seguretat nacional”, “difondre propaganda contra el sistema”, “insultar membres del Parlament mitjançant pintures”, “insultar el Líder Suprem de l'Iran” i insultar els seus interrogadors. Els càrrecs semblen derivar-se de la seua obra artística i de la seua relació amb les famílies de les persones que van perdre la vida en la repressió que va seguir a les controvertides eleccions presidencials de 2009.
L'advocat de Farghadani, Mohammad Moghimi, va declarar en una entrevista per a la Campanya Internacional pels Drets Humans a l'Iran, que la condemna hauria de reduir-se a set anys i mig, segons l'article 134 del nou Codi Penal Islàmic del país. Aquest article estipula que la sentència es limitarà a la pena màxima pel delicte amb la pena més severa quan un individu s'enfronta a múltiples càrrecs.
Un recurs d’apel·lació va aconseguir que aquesta condemna quedés reduïda a divuit mesos, i l’artista iraniana va sortir en llibertat el maig de 2016.